# Krasnoznamiensk
Krasnoznamiensk (ros. Краснознаменск) – miasto w obwodzie królewieckim w Rosji (3 tys. mieszkańców w 2020 roku). Miejscowość położona nad rzeką Szeszupą, około 30 km na północ od Niestierowa, w pobliżu (ok. 10 km) granicy z Litwą.
Osada wzmiankowana od 1576 roku, jej nazwa Lazdėnai pochodziła od lit. lazd = orzech. Od 1818 roku wieś należała do powiatu Pillkalen. W 1938 roku naziści zmienili nazwę miasta na Haselberg (niem. Hasel = orzech) i obowiązywała ona do 1946 roku.
Po II wojnie światowej miejscowość przypadła ZSRR. W związku ze zniszczeniami wojennymi, jakich doznały Pilkały, w 1946 roku przeniesiono siedzibę powiatu do Lazdėnai. Nadano im prawa miejskie i zmieniono nazwę na Krasnoznamiensk.
Obecnie niewielki ośrodek przetwórstwa płodów rolnych, wydobycia torfu i przemysłu drzewnego. Kościół prawosławny – dawniej ewangelicki – został zbudowany w latach 1874–1877.